# 1916 în literatură
- 1915 în literatură — 1916 în literatură — 1917 în literatură

Anul 1916 în literatură a implicat o serie de noi cărți semnificative.

## Cărți noi
- Sherwood Anderson - Windy McPherson's Son
- Henri Barbusse - Under Fire
- L. Frank Baum - Rinkitink in Oz
  - - Mary Louise (ca "Edith Van Dyne")
- Adrien Bertrand - L'Appel du sol
- John Edward Bruce - The Awakening of Hezekiah Jones
- Edgar Rice Burroughs - The Beasts of Tarzan
- Charlotte Perkins Gilman - With Her in Ourland
- Sarah Grand - The Winged Victory
- Louis Hemon ; Maria Chapdelaine
- William Dean Howells - The Leatherwood God
- James Joyce - A Portrait of the Artist as a Young Man
- Grace King - The Pleasant Ways of St. Medard
- Ring Lardner - You Know Me Al
- George Moore - The Brook Kerith: A Syrian Story
- Baroness Orczy - Leatherface
- Rabindranath Tagore - The Home and the World
- Booth Tarkington - Seventeen: A Tale of Youth and Summer Time and the Baxter Family Especially William
- Mark Twain - The Mysterious Stranger
- Mary Augusta Ward - England's Effort
  - Lady Connie

## Premii
- Premiul Nobel pentru Literatură: